# Аэродинамическая лаборатория
Аэродинамическая лаборатория — лаборатория, созданная для исследования движения воздуха, а также движения различных тел в воздухе.
Основными приборами оборудования лаборатории являются:
- Аэродинамическая труба
- Прибор для испытания воздушных винтов
- Установка со специальной камерой для испытания вентиляторов
- Ротативная машина

## Наиболее известные лаборатории
- Air University
- German Aerospace Center
- LMS Scientific Research Laboratory
- Аэродинамическая лаборатория МГУ
- ЦАГИ